# Az előőrs
Az előőrs (oroszul: Первый отряд, Pervij otrjad; japánul: (ファーストスクワッド; Fászuto szukuvaddo; Hepburn: Fâsuto sukuwaddo; First Squad: The Moment of Truth)) 2009-ben bemutatott orosz-japán-kanadai animációs film, amit a japán Studio 4°C és az orosz Molot Entertainment Film közösen készített. Míg a történetet az orosz stúdió írta, az animációt a japán készítette hozzá. A film a második világháború idején 1941/1942 telén játszódik, a német és orosz természetfelettivel foglalkozó alakulatok szembenállásáról szól.

## Cselekmény
A film első jelentében a hóban ásott lövészárkokban orosz és német katonák állnak egymással szemben. Az egyik orosz tiszt előugrik a lövészárokból, és magasra tartott pisztollyal ösztökéli rohamra a katonákat, ám a ködben egy páncélos teuton lovag tűnik fel lóháton és egy vágással lefejezi. Mint kiderül, ez csak a főhős, Nágya álma, aki egy teherautó platójának végén ébred. Egy csapattal együtt utazik, hogy a front közelében szórakoztassa a katonákat. Ő különleges látnoki képességeivel teszi ezt meg. Mikor az egyik katona megkérdezi, meddig fog élni, hirtelen minden jelenlévőt halottként lát viszont, és ebben a pillanatban német Ju 87 „Stukák” bombázni kezdik őket. Nágya épphogy túléli és a közeli erdőben élő öreg remete menti meg és ápolja. Eközben álmában egy moziban ül és életnek főbb eseményeit nézi vissza, egészen a német támadásig és szerelme, Leo haláláig. Eközben kiderül, hogy Linz, egy német SS-Obergruppenführer, aki az Ahnenerbe tagja a Csúd-tavi csata során meghalt teuton lovagok szellemét idézi meg, hogy a Harmadik Birodalom szolgálatába állítsa őket.
Nágya emlékezetvesztést szenved és a teuton lovagok képe kísérti, így a remete azt javasolja neki, keresse fel Moszkvában Belov tábornokot. Egy fehér lovat ad neki az úthoz, de indulás előtt megtámadja őket egy női ikerpáros, akik Linz Vörös Hadseregbe beépült ügynökei. Nágya ugyan sikeresen elmenekül, de a remetét lelövik a harcban, lova pedig megsérül és az út során elpusztul. Nágya így is eljut a Kremlbe, azonban nem engedik be. A lány sírni kezd, majd összeesik, és később egy kórházban ébred. Éjszaka érte jön Belov tábornok, aki elmondja neki, hogy a szovjet 6. részleg tagja, amely az Ahnenerbe itteni megfelelője, és okkult, mágikus fegyvereket használ a háború megnyeréséért, továbbá, hogy Nágya az egyik legjobb ügynöke. Régi osztagát, aminek Leo, Valja, Zina és Marat volt a tagja, a németek ölték meg. A feladata, hogy a túlvilágon megkeresse halott társait, és harcba hívja őket a teutonok ellen.
Egy gépbe kerül, ami egy időre a túlvilágra juttatja, itt azonban teuton lovagok ejtik fogságba, és a várukba viszik. Ki akarják végezni, de mielőtt megtehetnék, volt osztaga egy dzsippel kiszabadítja. Rábeszéli társait, hogy segítsenek, majd az utolsó pillanatban, mielőtt végleg ott ragad, visszatér az élők világába. Kiderül, hogy a remete túlélte a lövést, és beszélnek az „igazság pillanatáról”, ami az a pillanat egy csatában, amikor egyetlen ember cselekedetei képesek megváltoztatni a történelmet. Ebben az esetben az a katona hajtja ezt végre, akit a film elején álmában látott, de nem emlékszik az arcára. Belov sofőrjét lelövi a korábbi ikerpáros, amikor őt szállítja, és Nágya csak hosszú futás után tud elmenekülni. A moszkvai metrón egy újságot lát, ami Alekszandr Nyemov századosról, mint a filmben látott bombázás egyedüli túlélőjéről számol be, és Nágya felismeri benne az álmában látott katonát. Az üldözés folytatódik, és Nágya a pályaudvarra érve annak a vonatnak a tetejére ugorva menekül el, ami Nyemovot a frontra szállítja. Társai fegyvereket szereznek a túlvilágon, miközben kezdetét veszi a csata.
Hívására volt osztaga visszatér az élők világába, eközben újra lejátszódik a film elején látott lövészárkos jelenet. Mikor Nyemov kilép a lövészárokból, magasba tartott pisztollyal, megáll az idő és megjelennek a teutonok a jég alól. Harc bontakozik ki a két csapat között, miközben a vezető, von Wolf báró páncélját viselő lovag megpróbálja megölni a századost, de Nágya katanájával megakadályozza ebben. A párharcban a lovag kerekedik felül, és éppen megölni készül a főhőst, amikor Leo elé ugrik és egy sorozattal végez vele. A lovagok visszamenekülnek a túlvilágra, de az utolsónál ott van von Wolf kardja, amivel a nácik megidézték őket. A támadás folytatódik és a szovjetek győznek a csatában. Nágya leveszi a báró páncélját viselő holttest sisakját, de csak egy csontvázarcot talál alatta, és rájön, hogy nem a báróval végzett. Társai és a halott lovagok azonban egyszerre tűnnek el.

## Szereplők
| Szereplő                               | Angol hang                                                                       | Orosz hang                                                                       | Magyar hang                                                                      |
| -------------------------------------- | -------------------------------------------------------------------------------- | -------------------------------------------------------------------------------- | -------------------------------------------------------------------------------- |
| Nágya                                  | Cassandra Lee                                                                    | Jelena Csebaturkina                                                              | Pekár Adrienn                                                                    |
| Leo                                    | Joey Morris                                                                      | Mihail Tyihonov                                                                  | Bergendi Áron                                                                    |
| Valja                                  | Dick Smallberries Jr.                                                            | Irina Szavinya                                                                   | Maszlag Bálint                                                                   |
| Zina                                   | Evelyn Lanto                                                                     | Lugymila Suvalova                                                                | Hermann Lilla                                                                    |
| Marat                                  | Tony Oliver                                                                      | Damir Eldarov                                                                    | Czető Ádám                                                                       |
| Belov tábornok                         | Michael McConnohie                                                               | Alekszandr Gruzgyev                                                              | Barbinek Péter                                                                   |
| von Wolf báró                          | Phineas                                                                          | Szergej Ajszman                                                                  | Forgács Gábor                                                                    |
| ikerpáros ügynökök                     | Karen Strassman                                                                  | Olga Golovanova                                                                  | Rigler Renáta / Molnár Gyöngyi                                                   |
| remete                                 | David Lodge                                                                      | Rudolf Pankov                                                                    | Rosta Sándor                                                                     |
| Linz Obergruppenführer                 | N/A                                                                              | Nyikita Prozorovszkij                                                            | N/A                                                                              |
| narrátor, főcím, stáblista felolvasása | N/A                                                                              | N/A                                                                              | Korbuly Péter                                                                    |
| további magyar hangok                  | Seder Gábor (orvos / mészáros), Szokol Péter (fegyverkereskedő), Varga T. József | Seder Gábor (orvos / mészáros), Szokol Péter (fegyverkereskedő), Varga T. József | Seder Gábor (orvos / mészáros), Szokol Péter (fegyverkereskedő), Varga T. József |

## Megvalósítás
2007-ben jelentették be, hogy a film készülőben van. A Studio 4 °C és a Molot Film közösen készített el, a rendezést és az animációt Asino Josiharu készítette, a történetet Mihail Spric és Alekszej Klimov írta, Eiko Tanakával közösen. A zenéjét DJ Krush japán zenész szerezte. A szereplőket Hiofumi Nakata tervezte meg.

## Megjelenések
Az előőrsöt bemutatták több filmfesztiválon is: a Cannes-i fesztiválon, a Locarnói Nemzetközi Filmfesztiválon, a Fantasportón és a Fantasia filmfesztiválon is. A 2009-es Moszkvai Nemzetközi Filmfesztiválon elnyerte a Kommerszant újság díját. A Blu-ray és DVD változatok 2012 januárjában jelentek meg.
Magyarországon a filmet az Anilogue Nemzetközi Filmfesztivál keretében 2009. november 27-én mutatták be a Toldi moziban, illetve egy nappal később az Uránia Nemzeti Filmszínházban. Televízióban a Viasat Film vetítette magyar szinkronnal 2022. május 28-án.